# Ipolyvece
Ipolyvece es un pueblo ubicado en el condado de Nógrád, Hungría.

## Superficie
Posee una superficie de 13,83 kilómetros cuadrados.

## Demografía
Hasta 2021 la población era de 772 habitantes, con una densidad de población de 55,82 habitantes por kilómetro cuadrado.